# Lofi Girl
Lofi Girl (abans ChilledCow) és un canal de YouTube i un segell musical francès establert el 2017. Proporciona retransmissions en directe de música hip-hop lo-fi les 24 hores del dia, els 7 dies de la setmana, acompanyada d'una animació d'estil japonès d'una noia estudiant o relaxant-se.

## Història
El canal de YouTube "ChilledCow" va ser creat per Dimitri  el 18 de març de 2015. ChilledCow va començar a transmetre música hip-hop lo-fi, marcant-la com a música de relaxació per a aquells que estan treballant o estudiant el 25 de febrer de 2017. La transmissió en directe va ser retirada per YouTube entre juliol i agost de 2017 per utilitzar imatges del personatge Shizuku Tsukishima estudiant, a la pel·lícula d'animació Whisper of the Heart (1995). La transmissió en directe es va restablir més tard amb una animació personalitzada d'una noia que estudiava.
La música utilitzada a les retransmissions en directe de ChilledCow es va publicar a través del segell ChilledCow o se'ls va donar permís per utilitzar-la per un altre artista. El febrer del 2020, YouTube va eliminar breument el canal sense explicacions, però el va restablir després d'una gran reacció pública. La transmissió en directe original que es va aturar per la retirada va durar 13.000 hores, cosa que el va convertir en un dels vídeos més llargs de YouTube.
El 18 de març de 2021, sis anys després de la creació del canal, es va anunciar que el canal canviaria de marca de ChilledCow a Lofi Girl. Les publicacions de la comunitat de YouTube van explicar com Lofi Girl s'havia convertit en la icona del canal i que encaixaria com el nou nom del canal.
El 2 de febrer de 2022, el canal va assolir la fita dels deu milions de subscriptors. El flux que estava en funcionament en aquell moment s'havia executat des del 22 de febrer de 2020 i tenia més de set milions de m'agrada. El canal ho va celebrar amb una festa al xat.
El 9 de juliol de 2022, la transmissió en directe de Lofi Girl es va tornar a tancar després de rebre el que s'al·legava que era una reclamació de drets d'autor falsa de la companyia discogràfica de Malàisia, "Fantasia Music City". En el moment en què es va retirar la retransmissió, havia ascendit a 20.843 hores, o aproximadament 2 anys, 4 mesos, 18 dies i 11 hores de transmissió constant. El compte oficial de Twitter de YouTube va respondre més tard, afirmant haver cancel·lat el compte del reclamant i resolt la reclamació. Una nova emissió en directe va començar el 12 de juliol.

## Personatge
Els streams de Lofi Girl s'acompanyen d'una animació d'una noia estudiant o relaxant-se que s'ha conegut com la Lofi Girl, la Lofi Study Girl, o la noia "24/7 hip hop beats" (oficialment anomenada Jade). El canal va començar a utilitzar la Lofi Girl per als seus streams el març de 2018.
Dimitri va utilitzar originalment el personatge Shizuku Tsukishima de la pel·lícula de l'Studio Ghibli Whisper of the Heart (1995) com a cara del canal, amb imatges d'ella estudiant o escrivint utilitzades als streams. Quan la popularitat dels streams finalment va fer que el canal fos retirat per violacions dels drets d'autor, Dimitri va decidir mantenir l'estètica Ghibli, però amb un caràcter original i va fer una crida per trobar artistes.
Un dels artistes que va respondre va ser Juan Pablo Machado. Originari de Colòmbia, Machado es va traslladar a Lió el 2013 per estudiar a l'Émile-Cohl Design School, per a després fer una estada a l'escola d'art de Bogotà. El setembre de 2018, durant el seu darrer curs de màster, va decidir donar resposta a una licitació rebuda a la seva escola. La licitació de ChilledCow demanava el dibuix d'"estudiant ocupada repassant les seves classes, amb visuals a l'estil de Miyazaki". Machado, que no havia estat abans familiaritzat amb l'estètica lo-fi, va decidir enviar els seus esbossos. Es van provar diverses posicions per a la Lofi Girl, inclosa una posició estirada, al final de la qual tornaria a la seva posició inicial; però tot això no es va traslladar al producte final perquè va trigar massa a animar-se. El fons era originalment negre per estalviar temps d'animació, però finalment Machado va decidir col·locar una imatge de La Croix-Rousse a la finestra.

## Recepció
L'audiència de Lofi Girl ha crescut des de l'inici de la transmissió en directe. Fareid El Gafy de <i id="mwaQ">Washington Square News</i> va elogiar la transmissió en directe sobre l'estudi, dient: "Gràcies a aquesta llista de reproducció, he creat multitud d'assajos, sessions d'estudi, guions i talls aproximats amb la melodia de mostres de cultura pop, trampes silenciades i artificials,...". Xavier Piedra de Mashable el va elogiar per les seves cançons relaxants que mantenen l'oient concentrat. També va assenyalar que la llista de reproducció s'actualitza amb freqüència i sovint conté una barreja de cançons antigues i noves. La transmissió en directe va ser la primera emissió en directe que aparegué a Cassidy Quinn als "10 principals canals en directe que no són notícies per veure'ls a YouTube mentre es manté el distanciament social" de KGW. Quinn va descriure les cançons de la transmissió en directe com "un flux constant de música discreta que poses de fons mentre fas la feina, fas les tasques, sigui el que facis a casa ara mateix". La llista de reproducció de hip-hop lofi de ChilledCow també va ser nomenada com la millor llista de reproducció de ritmes lo-fi per Red Bull. L'any 2021, The AV Club va afirmar que els ritmes de lo-fi per relaxar-se i estudiar "converteixen la persona mitjana en un acadèmic sobrehumà, els poders de concentració del qual només rivalitzen amb les noies de dibuixos animats que porten auriculars assegudes als seus escriptoris durant els dies de pluja" mentre que Rolling Stone va dir que "els ritmes lents i suaus de Lo-fi no són només per estudiar i treballar. Representen la venjança dels productors que han trobat la manera de fer un bon ús del seu talent en moments difícils". Youtooz va llançar una rèplica d'un peu d'alçada de la noia lo-fi-anime, completa amb un escriptori i material escolar.

### En la cultura popular
El personatge es va fer viral ràpidament i es va establir com a meme d'Internet. Ha estat referent a la cultura popular. Un exemple es troba a Steven Universe Future, on es representa el personatge Connie estudiant amb la mateixa postura i entorn que la noia. El setembre de 2020, es va iniciar una tendència a Reddit per la qual la noia Lofi es tornaria a dibuixar per adaptar-se al context d'un determinat país o lloc. Will Smith també ha publicat la seva pròpia versió, substituint la noia d'estudi per Smith amb una dessuadora de Bel-Air.
Durant la pandèmia de la COVID-19, l'escriptora de Dazed Digital, Sophia Atkinson, es va referir a Lofi Girl com a "model de distanciament social⁣", sembla "claríssim que la noia de l'anime sempre estava operant en una realitat post-coronavirus".
Per promocionar el llançament de la nova expansió Shadowlands, el compte oficial de YouTube del MMORPG World of Warcraft va publicar una paròdia temàtica de Warcraft de la transmissió "lofi beats to relax/study to" de Lofi Girl.
El 2022, Disney va llançar un àlbum recopilatori de remixes de lofi amb cançons clàssiques de Disney. L'àlbum va ser promocionat com a compilat per Minnie Mouse, i els crítics van assenyalar influències òbvies de Lofi Girl.